# Sassacus samalayucae
Sassacus samalayucae är en spindelart som beskrevs av David B. Richman 2008. Sassacus samalayucae ingår i släktet Sassacus och familjen hoppspindlar. Inga underarter finns listade i Catalogue of Life.